# Gentofte Volley
Le Gentofte Volley est un club danois de volley-ball basé à Gentofte. Il évolue au plus haut niveau national (Elitedivision).

## Bilan sportif

### Palmarès
| Compétitions nationales | Compétitions internationales |
| - Championnat du Danemark : - Vainqueur : 1996, 1999, 2007, 2015, 2016, 2018, 2019, 2020, 2021. - Coupe du Danemark : - Vainqueur : 2006, 2007, 2010, 2015, 2017, 2019, 2020. | - Néant.                     |

### Saison par saison
| Saison    | Championnat   | Championnat | Championnat | Championnat | Championnat | Championnat | Championnat | Championnat | Coupe du Danemark | Coupe d'Europe | Coupe d'Europe  | Coupe d'Europe  |
| Saison    | Division      | Niveau      | Phase I     | Pts         | M           | V           | D           | Phase II    | Coupe du Danemark | Niveau         | Compétition     | Résultats       |
| --------- | ------------- | ----------- | ----------- | ----------- | ----------- | ----------- | ----------- | ----------- | ----------------- | -------------- | --------------- | --------------- |
| 2009-2010 | Elitedivision | I           | 3e/8        | 32          | 21          | 16          | 5           | Finaliste   | Vainqueur         | -              | -               | -               |
| 2010-2011 | Elitedivision | I           | 3e/8        | 34          | 21          | 17          | 4           | 1/2 finales | 1/2 finales       | -              | -               | -               |
| 2011-2012 | Elitedivision | I           | 1er/10      | 49          | 18          | 16          | 2           | Finaliste   | Finaliste         | -              | -               | -               |
| 2012-2013 | Elitedivision | I           | 1er/10      | 43          | 16          | 14          | 2           | Finaliste   | 1/2 finales       | 3              | Challenge Cup   | 1er tour        |
| 2013-2014 | Elitedivision | I           | 3e/8        | 31          | 14          | 11          | 3           | Finaliste   | Finaliste         | -              | -               | -               |
| 2014-2015 | Elitedivision | I           | 3e/8        | 29          | 14          | 10          | 4           | Vainqueur   | Vainqueur         | -              | -               | -               |
| 2015-2016 | Elitedivision | I           | 1er/8       | 38          | 14          | 13          | 1           | Vainqueur   | 1/2 finales       | 3              | Challenge Cup   | 1/16e de finale |
| 2016-2017 | Elitedivision | I           | 1er/8       | 42          | 14          | 14          | 0           | Finaliste   | Vainqueur         | 2              | Coupe de la CEV | 1/16e de finale |
| 2017-2018 | Elitedivision | I           | 1er/8       | 38          | 14          | 13          | 1           | Vainqueur   | Finaliste         | 3              | Challenge Cup   | 1/16e de finale |
| 2018-2019 | Elitedivision | I           | 1er/11      | 56          | 20          | 19          | 1           | Vainqueur   | Vainqueur         | 3              | Challenge Cup   | 2e tour         |
| 2019-2020 | Elitedivision | I           | 1er/10      | 53          | 18          | 18          | 0           | Vainqueur   | Vainqueur         | 3              | Challenge Cup   | 1/16e de finale |
| 2020-2021 | Elitedivision | I           | 1er/9       | 48          | 16          | 16          | 0           | Vainqueur   | Finaliste         |                |                 |                 |

## Joueur et personnalités du club

### Entraîneurs
- 2009-2010 :  Peter Borglund
- 2014-2016 :  Joakim Larsen
- 2016-2017 :  Peter Borglund
- 2016-2018 :  Denis Janka
- 2018-2019 :  Shane Smith
- 2019-2021 :  Dan Pawlikowski
- 2021- :  Ibrahim Alievski

### Joueurs marquants
- Jonas Napier
- Peter Trolle Bonnesen